# Zasadzka na żołnierzy w Algierii
Zasadzka na żołnierzy w Algierii miała miejsce 17 czerwca 2009 roku o godzinie 19:00 czasu lokalnego (18:00 GMT) na drodze między miejscowościami El Meher i El Mansurah w Prowincji Burdż Bu Urajridż. Atak, w którym zginęło 24 żołnierzy był zorganizowany przez islamskich rebeliantów.

## Atak
Żołnierze konwojujących chińskich budowlańców najechali na zdalnie sterowane bomby domowej roboty. Po eksplozji dwóch takich ładunków islamscy rebelianci ostrzelali konwój. Zabitym 24 wojskowym napastnicy zabrali broń oraz mundury. Rannych przewieziono do pobliskich szpitali.
Po ataku algierskie siły bezpieczeństwa rozpoczęły operację przy użyciu śmigłowców w celu zatrzymania bojowników.
Na początku sądzono, że zabici to policjanci, później się okazało, że to żołnierze.